# Ambrose Manaton (Politiker, 1589)
Ambrose Manaton (auch Manyngton) (* vor 27. April 1589; † 11. Juni 1651) war ein englischer Politiker, der viermal als Abgeordneter für das House of Commons gewählt wurde.

## Herkunft, Jugend und Heirat
Ambrose Manaton entstammte der Familie Manaton, einer Familie der niederen Gentry von Cornwall. Die Familie wohnte seit dem frühen 16. Jahrhundert auf Manaton bei South Hill in Cornwall, wonach sie sich benannte. Ambrose Manaton war der zweite Sohn von Peter Manaton († um 1616) und dessen Frau Frances Couch. Er wurde am 27. April 1589 getauft. Als jüngerer Sohn sollte er Anwalt werden und studierte deshalb 1612 am Lincoln’s Inn in London. Noch während seines Studiums heiratete er etwa im Juni 1613 Anne Trefusis († 1638), die wohlhabende Witwe von Richard Trefusis († 1612) und Tochter von Peter Edgcumbe. Durch die Heirat kam er in den Besitz des Guts von South Petherwin sowie von weiteren Ländereien in zwei Gemeinden in Cornwall. Sein Landbesitz umfasste über 320 ha, so dass er wohlhabender als sein älterer Bruder Sampson war, der nach dem Tod ihres Vaters die Familienbesitzungen erbte. Dazu war er durch seine Heirat mit den Familien Edgcumbe, Speccott, Trefusis und Coryton verwandt, die zu den führenden Familien der Gentry von Cornwall gehörten. 

## Politische Tätigkeit

### Wahl zum Mitglied des House of Commons
Wohl durch die Beziehungen der Verwandten seiner Frau wurde Manaton 1614 Friedensrichter für Cornwall. Sein Schwager Richard Edgcumbe überzeugte wohl Sir Nicholas Prideaux, bei der Unterhauswahl 1621 die Kandidatur von Manaton für Bossiney zu unterstützen. Prideaux, der mit Edgcumbe verwandt war, hatte erheblichen politischen Einfluss in dem Borough, so dass Manaton gewählt wurde. Im House of Commons gehörte er einem Ausschuss an, doch sonst gibt es über seine Tätigkeit keine Nachweise. Aus ungeklärten Ursachen verlor Manaton im selben Jahr sein Amt als Friedensrichter, das er jedoch 1622 wieder erhielt. 1622 begann er mit dem Erwerb von Teilen von Trecarrell südlich von South Petherwin. Dadurch kam er in engeren Kontakt mit William Coryton, den er vermutlich bereits vor 1624 politisch unterstützte. In der Folge unterstützte Charles Trevanion, ein anderer Unterstützer Corytons, bei der Unterhauswahl 1624 erfolgreich die Kandidatur von Manaton im Borough Tregony, so dass er zusammen mit seinem Neffen Peter Speccott gewählt wurde. Selber ein Pächter des Duchy of Cornwall, gehörte Manaton einem Ausschuss des House of Commons an, der sich mit Verpachtungen des Duchy befasste. 1625 unterstützte Manaton die Aufstellung eines 300 Mann starken Aufgebots, das nach Irland geschickt wurde. 1627 gehörte er einem Ausschuss an, der Steuern in Cornwall festlegte.

### Angehöriger der Opposition gegen den König
Trotz seiner Ämter gehörte Manaton um diese Zeit als Unterstützer Corytons der Opposition gegen den Duke of Buckingham an, den einflussreichen Minister von König Karl I. Buckingham warf Manaton deshalb vor, zusammen mit Nicholas Trefusis, seinem Nachbarn und angeheirateten Neffen, und mit Sir Richard Buller die Steuererhebung zu behindern. Deshalb forderte er, die drei von ihren Ämtern als Friedensrichter zu entheben. Edward Nicholas, der diesen Wunsch Buckinghams an den Lord Keeper Sir Thomas Coventry übermitteln sollte, ersetzte jedoch Manatons Name durch den von Humphrey Nicoll. Dieser war allerdings gar kein Friedensrichter, doch aufgrund dieses Fehlers behielt Manaton sein Amt. Bei den Unterhauswahlen 1625 und 1626 hatte Manaton bereits nicht mehr kandidiert. Bei der später umstrittenen Unterhauswahl 1628 hatte er als Grundbesitzer im Borough Newport die Kandidatur von Nicholas Trefusis, der ein Kandidat von Corytons Verbündeten Sir John Eliot war, unterstützt. Zugleich unterstützte er aber auch entscheidend die Kandidatur seines Neffen Piers Edgcumbe als Abgeordneter für Newport. Dessen Vater Richard Edgcumbe war allerdings ein Rivale von Eliot und Coryton bei der Kandidatur als Knight of the Shire für Cornwall, so dass Manaton anscheinend politisch unentschlossen war. In den späten 1630er Jahren unterstützte er politisch vor allem Richard und Piers Edgcumbe. Der Schwiegervater von Piers Edgcumbe, John Glanville, sorgte 1637 dafür, dass Manaton als Barrister am Lincoln’s Inn zugelassen wurde und wohl auch das Amt des Recorder von Launceston erhielt. Weiterhin ein Gegner von zusätzlichen Steuern, ignorierte Manaton 1639 die Aufforderung des Königs, eine Abgabe für den ersten Bischofskrieg zu leisten. 1640 war er Bürgermeister von Camelford, wo bei der Unterhauswahl im Oktober 1640 Piers Edgcumbe und dessen Schwager William Glanville als Abgeordnete gewählt wurden. Er selbst wurde bei den Unterhauswahlen im April und im November 1640 als Abgeordneter für Launceston gewählt.

### Unterstützer des Königs während des Bürgerkriegs
Bei der Wahl im November 1640 war als zweiter Abgeordneter für Launceston William Coryton gewählt worden, der nun allerdings ein entschlossener Unterstützer des Königs geworden war. Manaton dagegen versuchte zwischen Parlament und König zu vermitteln. Er befürwortete Reformen, doch noch kurz vor Beginn des offenen Bürgerkriegs versuchte er im September 1642 vergeblich, in Cornwall einen Waffenstillstand zu vermitteln. Letztlich entschied er sich, den König zu unterstützen. Am 22. Januar 1644 wurde er aus dem Langen Parlament ausgeschlossen, worauf er am vom König einberufenen Oxford Parliament teilnahm. Von der Universität Oxford wurde ihm dabei der Titel eines Doktors der Rechte verliehen. Im August 1644 war Karl I. bei ihm in Trecarrell zu Gast. Im März 1645 war Manaton vermutlich in Mount Edgcumbe House, als sein Neffe Piers Edgcumbe sich Sir Thomas Fairfax, dem Oberbefehlshaber der Parlamentstruppen ergab. Obwohl Fairfax auch ihm nur eine milde Strafe zugesagt hatte, ließ das Parlament Manatons Besitz beschlagnahmen und setzte ihn als Recorder von Launceston ab. Erst im November 1650 wurde ihm gegen eine Strafe von £ 738 sein Besitz wieder bestätigt. Bereits 1638 hatte er nach dem Tod seiner ersten Frau die Besitzungen zurückgeben müssen, die sie als Wittum erhalten hatte, darunter South Petherwin. Im Oktober 1650 setzte Manaton sein Testament auf. Darin hinterließ er £ 1000 und £ 900 als Mitgift für seine beiden minderjährigen Töchter. Dies zeigt, dass seine jährlichen Einkünfte, die das Parlament als Grundlage für seine Strafzahlung mit £ 550 angesetzt hatte, wohl zu gering geschätzt worden waren.

## Familie und Nachkommen
Aus seiner ersten Ehe mit Anne Trefusis hatte Manaton eine Tochter. Nach dem Tod seiner ersten Frau hatte Manaton um 1642 Jane Mapowder geheiratet. Sie war eine Tochter von Narcissus Mapowder aus Holsworthy und eine Miterbin ihres Bruders Anthony Mapowder. Mit ihr hatte er zwei Söhne und zwei Töchter, die bei seinem Tod noch minderjährig waren, darunter:
- Ambrose Manaton (1648–1696)
- Henry Manaton (1650–1716)
- Mary Manaton ⚭ William Trevisa (um 1645–1680)